# 奧斯塔·古布蘭斯多塔
奧斯塔·古布蘭斯多塔（挪威語：Åsta Gudbrandsdotter，約975年 / 980年－約1020年 / 1030年），是挪威歷史上兩位國王奧拉夫·哈拉爾松（奧拉夫二世）和无情者哈拉尔（哈拉爾三世）的母親。
根據挪威歷史學家斯諾里·斯蒂德呂松的著作挪威王列傳，奧斯塔·古布蘭斯多塔原是金发哈拉尔（哈拉爾一世）曾孫哈拉爾·格倫斯克的妻子，兩人的兒子即為日後的奧拉夫二世。哈拉爾·格倫斯克死後，奧斯塔·古布蘭斯多塔與同是哈拉爾一世後裔的西居爾·希爾結婚，兩人的幼子即為哈德拉達王朝的第一位國王哈拉爾三世。